# Sándor Egervári
Sándor Egervári, né le 15 juillet 1950 à Pomáz, est un footballeur hongrois. Il évolue au poste de défenseur du début des années 1970 au début des années 1980 puis se reconvertit en entraîneur du début des années 1990 au milieu des années 2010.

## Biographie
Lors de son parcours de joueur, Sándor Egervári joue principalement avec le Budapest Honvéd et le MTK Budapest.
Il se reconvertit ensuite en entraîneur, devevant le sélectionneur de l'équipe de Hongrie, la sélection nationale, de 2010 à 2013. Son bilan à la tête de l'équipe nationale est de 17 victoires, 8 nuls et 9 défaites, pour un total de 34 matchs dirigés.

## Palmarès
En tant qu'entraîneur
- Championnat de Hongrie :
  - Champion en 1999 et en 2003 avec le MTK Hungária
  - Vice-champion en 1996 avec le BVSC Budapest

- Coupe de Hongrie :
  - Finaliste en 1996 avec le BVSC Budapest et en 2009 avec le Győri ETO FC

- Supercoupe de Hongrie :
  - Vainqueur en 2003 avec le MTK Hungária

- Coupe du Koweït :
  - Finaliste en 2007 avec le Al-Salmiya SC